# Johnny Bravo Goes to Bollywood
Джонни Браво едет в Болливуд — американо-индийский телевизионный фильм, созданный для Cartoon Network.